# نيوستيتسمان
نيو ستيتسمان هي مجلة سياسية وثقافية بريطانية تصدر أسبوعيا في لندن. تأسست في عام 1913، وترتبط مع أعضاء بارزين في جمعية فابيان الاشتراكية، مجلة لديها موقف يسار في الوسط السياسي.
كان كينغسلي مارتن (1930-1960) رئيس التحرير الأطول خدمة . المحرر الحالي هو جيسون كاولي، تولى المنصب في نهاية سبتمبر 2008.ذكر جون كامبفنر في تحرير العدد 29 مايو 2006، أن مجلة نيو ستيتسمان ظلت وفية «لتراثها من السياسات المتطرفة». وتلتزم المجلة بتطوير «حقوق الإنسان والتنمية البشرية والبيئة، والقضايا العالمية التي تتجاهلها الصحافة السائدة في كثير من الأحيان»
تاريخيا وفي بعض الأحيان كان يشار للمجلة ب ( المترنحة) نتيجة الأزمات المالية والتمويل و مشاكل التداول والتوزيع .
و يستخدم الاسم المستعار الخاص بها حاليا كعنوان لمدونتها السياسة. من بين الكتاب الحاليين وكتاب الأعمدة : مهدي حسن، ويل سيلف، ديفيد بلانشفلاور، إد سميث، جون غراي، لوري بيني،وجون بيلجر . وصل تداول نيو ستيتسمان إلى 23,909 نسخة في عام 2011 , 17,471 نسخة مدفوعة الثمن  ( المحصلة 20.000 نسخة تشتمل على النسخ الرقمية و كيندل. بلغت زيارة الموقع أعلى معدلاتها في الربع الأول من عام 2012 فتجاوز عدد الزوار الشهريين للموقع 800.000 زائر، بينما تجاوز عدد زوار الموقع عتبة المليون زائر شهريا في أول شهر يوليو من نفس السنة.

## الأصل

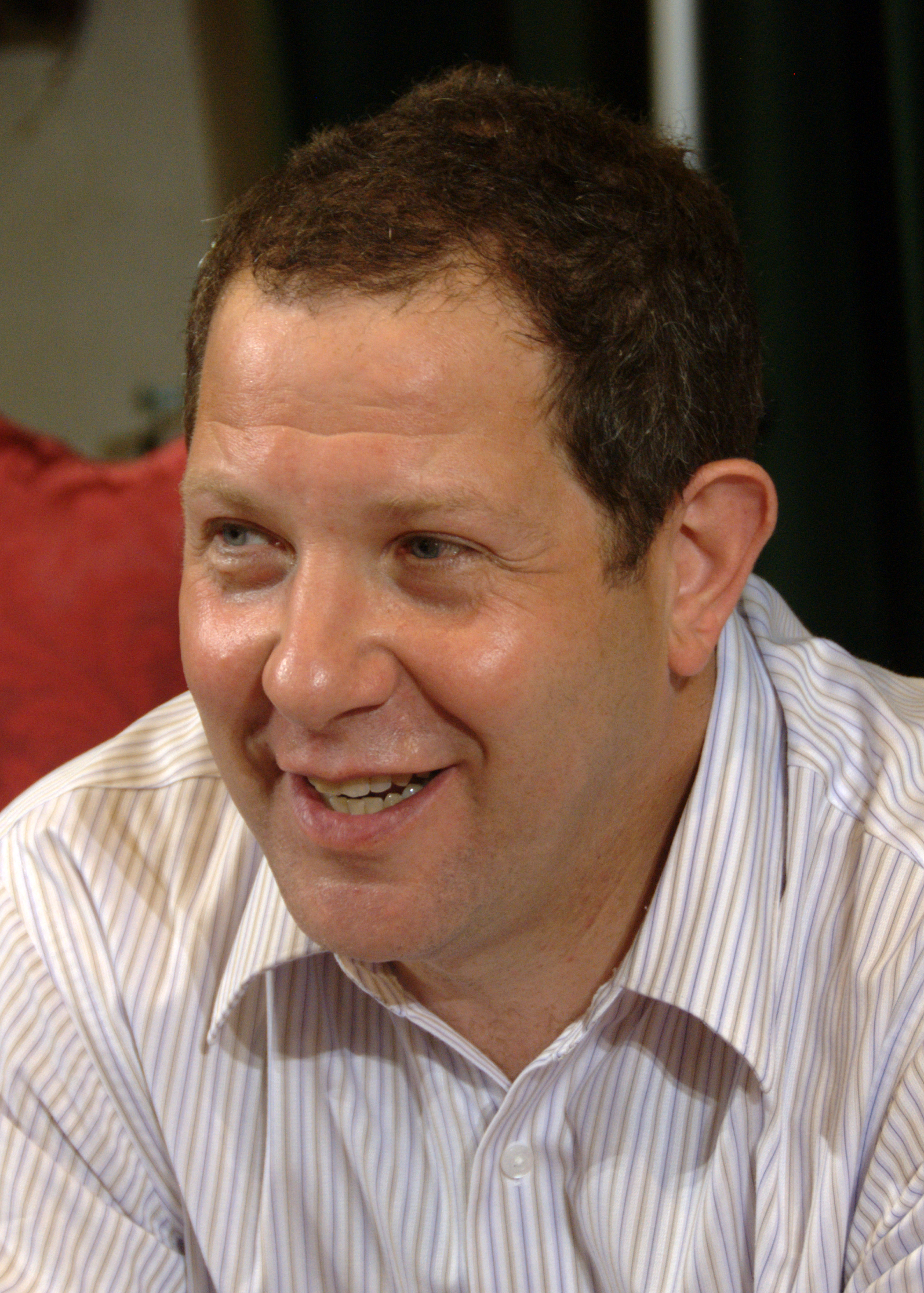
جون كامبفنر رئيس التحرير من 2005 إلى 2008.

تأسست مجلة نيو ستيتسمان في عام 1913 من طرف سيدني وبياتريس ويب بدعم من جورج برنارد شو وأعضاء بارزين آخرين في جمعية فابيان.
كان كليفورد شارب رئيس تحريرها الأول، الذي بقي حتى عام 1928 في رئاسة التحرير . انضم ديزموند ماكارثي إلى طاقم الصحيفة في عام 1913 وأصبح المحرر الأدبي.تم ضم سيريل كونولي إلى موظفي الصحيفة في عام 1928.
خلال السنتين الأخيرتين لشغل شارب رئاسة التحرير أصيب بالوهن جراء الإدمان المزمن على الكحول فعينت الصحيفة نائبه لويد موستين تشارلز رئيساً للتحرير .
ظل لويد في رئاسة التحرير بعد رحيل شارب حتى تعيين مارتن كينغسلي كمحرر في عام 1930 - وهو منصب شغله مارتن لمدة 30 عاما. على الرغم من أن معظم الويبسز والفابيون كانوا مرتبطين ارتباطا وثيقا مع حزب العمل، إلا أن شارب كان يميل على نحو متزايد إلى الليبراليين الأسكويثين.

## قائمة المحررين
| - كليفورد شارب (1913-1928) - تشارلز لويد موستين (1928-1930) - كينغسلي مارتن (1930-1960) - جون فريمان (1960-1965) - بول جونسون (1965-1970) - ريتشارد كروسمان (1970-1972) - انتوني هوارد (1972-1978) - بايدج بروس (1978-1982) - هيو ستيفنسون (1982-1986) | - جون لويد (1986-87) - ستيوارت وير (1987-1991) - ستيف بلات (1991-1996) - إيان هارجريفز (1996-1998) - بيتر ويلبي (1998-2005) - جون كامبفنر (2005-2008) - سو ماتياس (محرر بالوكالة 2008) - جيسون كاولي (2008 -) |

## وصلات خارجية
- نيوستيتسمان على موقع الموسوعة البريطانية (الإنجليزية)
- New Statesman
- The Spirit of Che Guevara New Statesman 20 October 1967